# Gdynia
Gdynia (prononcé : /ˈɡdɨɲa/)  (en cachoube et poméranien : Gdiniô, en allemand : Gdingen ou Gotenhafen 1939-1945) est une ville côtière de la Pologne et un port important de la baie de Gdańsk situé sur la côte sud de la mer Baltique.
Gdynia est une ville ayant les statuts de powiat.

## Histoire

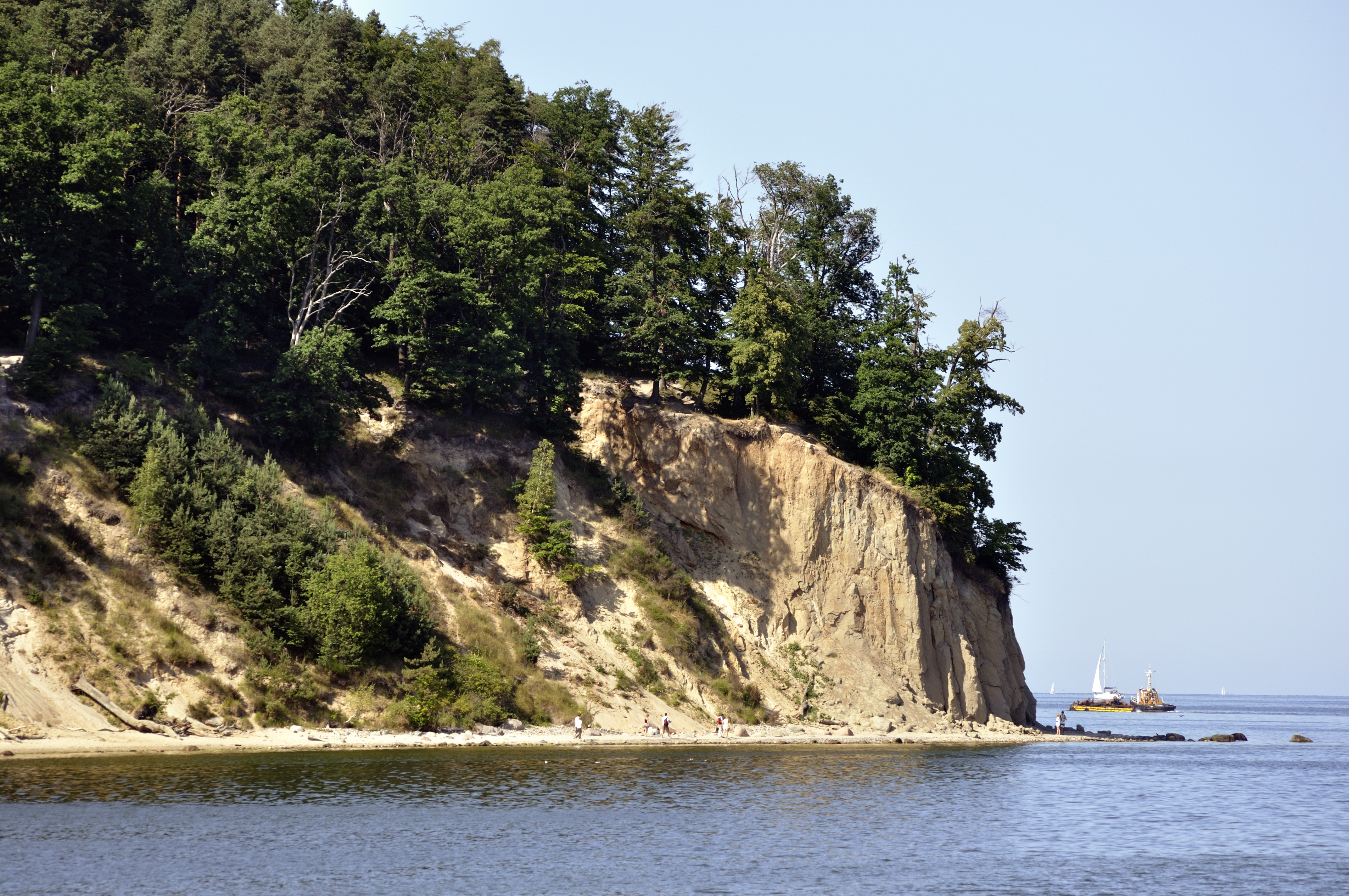
Falaise et plage de Gdynia.

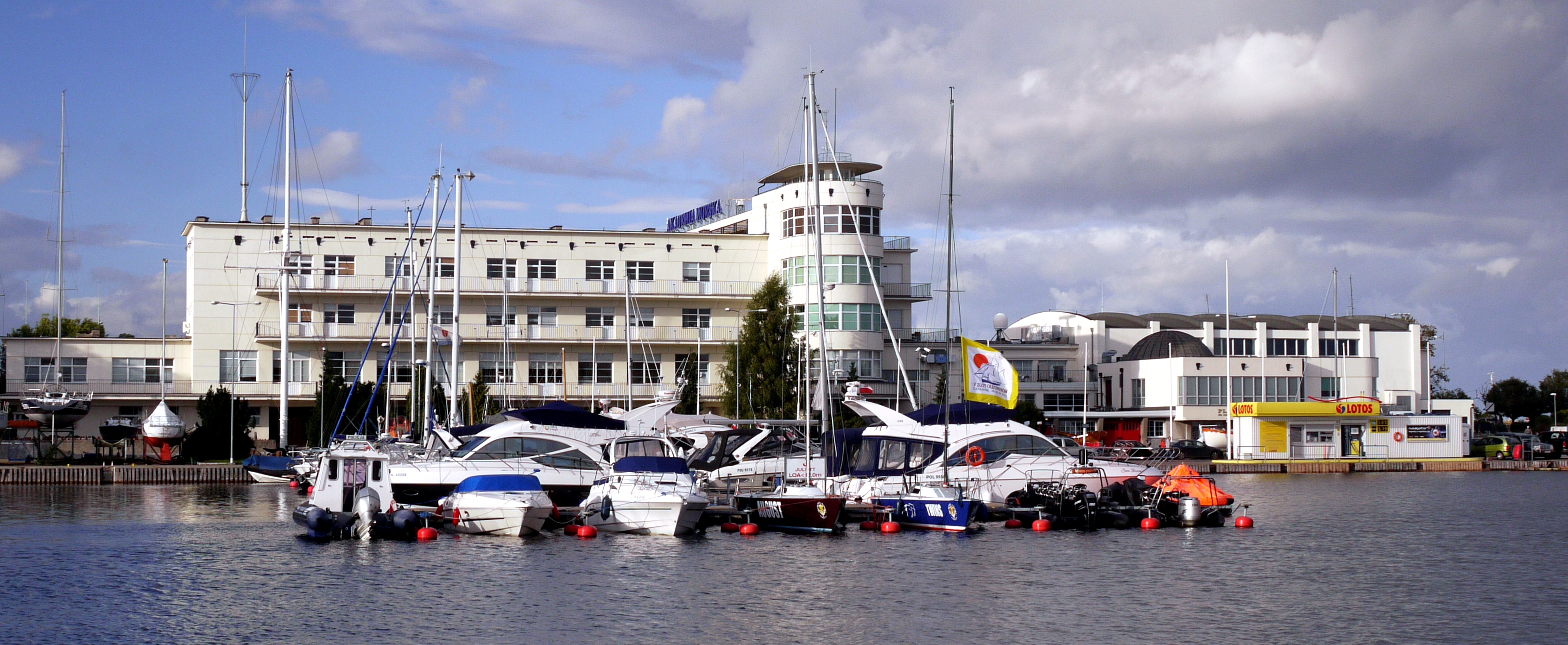
Université Maritime à Gdynia. Bâtiment moderniste de 1937 à l'architecture caractéristique de la ville.

La première mention connue du nom « Gdynia » remonte à 1253 et désignait alors un village de pêcheurs poméranien. Oksywie, qui fait maintenant partie de Gdynia, est même mentionné plus tôt, en 1209. C’est là que fut construite la première église sur la côte polonaise. En 1380, Peter de Rusocin, propriétaire du village à l’origine de Gdynia, le donna à l’Ordre des Cisterciens, si bien que, de 1382 à 1772, Gdynia appartint à l’abbaye cistercienne située à Oliwa. En 1789, il n’y avait là que 21 maisons.
Par la suite, le secteur de la ville qui deviendrait Gdynia partagea la destinée de la Poméranie orientale. Dans des temps préhistoriques, c’était le centre de la culture oksywienne ; ensuite il fut habité par des Goths (culture de Willenberg) et finalement par des Slaves avec une certaine influence des Prussiens de la Baltique. Comme une partie de Poméranie, l’endroit dépend de la Pologne de 990 environ à 1308. En 1309-1310, il fut conquis par l’Ordre Teutonique qui le garda jusqu’en 1454-1466, mais fit ensuite partie de l’État polono-lituanien (1466-1772). Le partage de la Pologne en 1772 l’attribua au royaume de Prusse (1772-1870) et il fut incorporé avec lui à l’Empire allemand (1870-1920).
En 1870, le village de Gdingen (nom officiel de Gdynia sous l'Empire) comptait environ 1 200 habitants et vivait du tourisme, comportant plusieurs hôtels, des restaurants, des cafés, plusieurs maisons de brique et un petit port sur le quai duquel des petits bateaux de commerce faisaient escale. Le premier maire cachoube de Gdingen fut Jean Radtke. Après le Traité de Versailles en 1919, la ville, avec d’autres parties de l’ancienne Poméranie polonaise (ou Prusse royale) fut incorporée à la nouvelle République de Pologne. C'était à peu près la seule ouverture polonaise sur la mer Baltique et la France aida à y construire le port de commerce. Dantzig (aujourd'hui Gdańsk), chef-lieu de la région, et majoritairement peuplée d’Allemands était en même temps déclarée ville libre, administrée par la Société des Nations, tout en maintenant des liens juridiques et commerciaux spécifiques avec la Pologne.
La ville et le port de mer furent occupés en septembre 1939. La ville, rebaptisée Gotenhafen (le port des Goths), est annexée au Reich et intégrée dans le Gau de Prusse-Occidentale. Environ 50 000 citoyens polonais furent expulsés vers le Gouvernement Général et leurs maisons confisquées au profit de colons allemands. Le port fut transformé en base navale allemande. Le chantier naval fut agrandi en 1940 et transformé en annexe du chantier naval de Kiel (Deutsche Werke Kiel AG). Gotenhafen devint une base navale allemande importante et fut la cible de plusieurs attaques aériennes des Alliés à partir de 1943, mais subit peu de dégâts. Le port fut en grande partie détruit par les troupes allemandes lors de leur retraite en 1945 (90 % des bâtiments et de l’équipement furent détruits) et l’entrée du port fut bloquée par le croiseur allemand Gneisenau.
La ville abrita aussi le camp de concentration de Gotenhafen, dépendance du camp de concentration de Stutthof.
Le 28 mars 1945, Gotenhafen fut conquise par les Soviétiques et intégrée à la voïvodie polonaise de Gdańsk.
Au cours des émeutes de la Baltique en 1970, des manifestations d’ouvriers eurent lieu au chantier naval de Gdynia. La police tira sur eux. Les victimes furent symbolisées par un ouvrier imaginaire Janek Wiśniewski, que célèbre une chanson de Mieczysław Cholewa, Pieśń o Janku z Gdyni. Une des rues importantes de Gdynia a pris le nom de Janek Wiśniewski. Et ce personnage se retrouve dans le film L’Homme de fer d’Andrzej Wajda où il est joué par Mateusz Birkut.

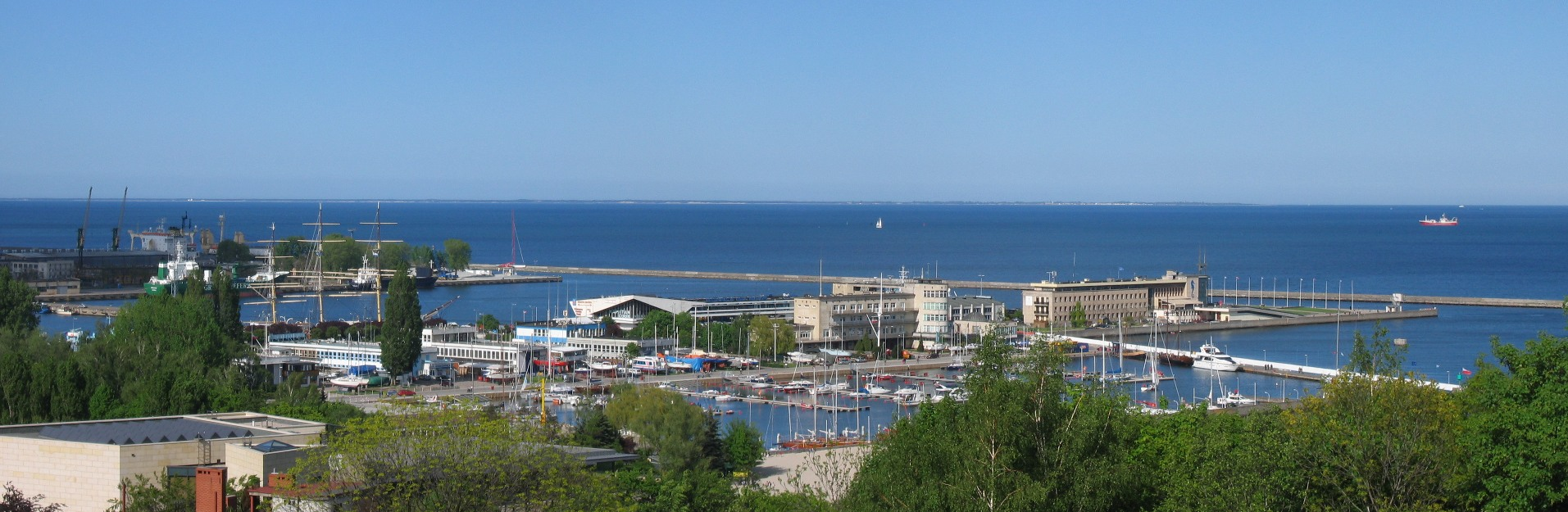
Vue panoramique de la côte et du port.

En 2002, Gdynia est récompensée du Prix de l'Europe par le Conseil de l'Europe.

## Géographie

### Situation
Située en pays cachoube, dans la voïvodie de Poméranie, Gdynia fait partie d’une conurbation qui comprend aussi la station thermale de Sopot, la ville de Gdańsk (Danzig) et des communes de banlieue, le tout formant une région métropolitaine appelée Trójmiasto (Tricité) et abritant une population de plus d’un million d’habitants.

### Démographie
La ville de Gdynia compte 250 242 habitants sur un territoire de 135,5 km2, ce qui en fait la 12e plus grande ville de Pologne et 2e plus grande ville de la voïvodie de Poméranie[Quand ?].

### Climat
| Mois                                             | jan.       | fév.       | mars       | avril     | mai       | juin      | jui.      | août      | sep.      | oct.      | nov.       | déc.       | année      |
| ------------------------------------------------ | ---------- | ---------- | ---------- | --------- | --------- | --------- | --------- | --------- | --------- | --------- | ---------- | ---------- | ---------- |
| Température minimale moyenne (°C)                | −1,5       | −1,3       | 0,6        | 4,2       | 8,7       | 12,5      | 15,5      | 15,4      | 11,8      | 7,3       | 3          | −0,4       | 6,3        |
| Température moyenne (°C)                         | 0,6        | 0,9        | 3,1        | 7,1       | 12        | 15,7      | 18,5      | 18,5      | 14,6      | 9,7       | 5,2        | 2          | 9          |
| Température maximale moyenne (°C)                | 2,8        | 3,1        | 5,8        | 10,3      | 15,3      | 18,7      | 21,5      | 21,6      | 17,5      | 12,5      | 7,1        | 3,8        | 11,7       |
| Record de froid (°C) date du record              | −19,7 1956 | −23,8 1956 | −13,8 1964 | −4,9 1952 | −0,6 1953 | 3,8 1958  | 8,1 1962  | 7 1966    | 2,1 1966  | −3,6 1956 | −11,7 1965 | −17,8 1969 | −23,8 1956 |
| Record de chaleur (°C) date du record            | 13,2 1993  | 17,7 1990  | 22,9 1968  | 28,9 1968 | 30,3 1969 | 33,2 2000 | 35,5 1959 | 33,4 1989 | 30,7 1951 | 26,9 1966 | 19,8 1968  | 13,7 2006  | 35,5 1959  |
| Précipitations (mm)                              | 32,1       | 23,3       | 30,3       | 26,9      | 55,7      | 55,4      | 66,4      | 63,9      | 61,5      | 48,9      | 41,8       | 36,1       | 542,3      |
| dont neige (cm)                                  | 64,2       | 79,5       | 30,5       | 0,6       | 0         | 0         | 0         | 0         | 0         | 0,2       | 4,6        | 58,2       | 237,8      |
| Nombre de jours avec précipitations              | 7,9        | 7          | 7,4        | 5,9       | 8,6       | 9,2       | 8,7       | 8,9       | 8,4       | 9,6       | 8,8        | 9,3        | 99,7       |
| dont nombre de jours avec précipitations ≥ 10 mm | 0,3        | 0,1        | 0,4        | 0,4       | 1,4       | 1,2       | 1,8       | 1,7       | 1,7       | 1         | 0,5        | 0,3        | 10,8       |
| Humidité relative (%)                            | 82         | 86         | 79         | 69        | 63        | 69        | 71        | 72        | 82        | 83        | 84         | 87         | 77,3       |
| Nombre de jours avec neige                       | 11         | 13         | 10         | 2         | 0         | 0         | 0         | 0         | 0         | 1         | 6          | 7          | 50         |

| Diagramme climatique                                  |             |            |             |             |              |              |              |              |             |          |             |
| J                                                     | F           | M          | A           | M           | J            | J            | A            | S            | O           | N        | D           |
| 2,8−1,532,1                                           | 3,1−1,323,3 | 5,80,630,3 | 10,34,226,9 | 15,38,755,7 | 18,712,555,4 | 21,515,566,4 | 21,615,463,9 | 17,511,861,5 | 12,57,348,9 | 7,1341,8 | 3,8−0,436,1 |
| Moyennes : • Temp. maxi et mini °C • Précipitation mm |             |            |             |             |              |              |              |              |             |          |             |

## Construction du port de mer
La décision de construire un grand port de mer à l’emplacement du village de Gdynia fut prise par le gouvernement polonais pendant l’hiver 1920, en raison de l’attitude hostile des autorités et des ouvriers du port de Dantzig qui cherchaient à empêcher les armées alliées de fournir une aide militaire à la Pologne pendant la guerre polono-soviétique de 1919-1920. La construction commença en 1921, mais des difficultés financières la ralentirent, allant jusqu’à l’interrompre. Tout s’accéléra après que la diète eut passé l’acte de construction du port de mer de Gdynia le 23 septembre 1922. En 1923, un embarcadère de 550 mètres, un brise-lames en bois de 175 mètres et un petit port avaient déjà été construits. La cérémonie d’inauguration de Gdynia comme port de guerre provisoire et comme abri pour les pêcheurs eut lieu le 23 avril 1923 et le premier grand bateau de haute mer accosta le 13 août 1923.
En novembre 1924, pour accélérer les travaux, le gouvernement polonais signa un contrat avec le consortium franco-polonais (Schneider et Cie, Société de construction des Batignolles, Hersent, etc.) pour la construction du port de mer de Gdynia, et celui-ci vers la fin de 1925 avait déjà construit un petit port de sept mètres de profondeur, le débarcadère sud, une partie du débarcadère nord, une voie ferrée et avait aussi commencé l’équipement pour le transbordement. Malgré tout, les travaux n’avançaient pas aussi vite qu’on aurait voulu. Ils ne s’accélérèrent qu’après mai 1926, grâce à  l’accroissement des exportations polonaises par voie de mer et la prospérité économique ; l’essor du commerce germano-polonais réorienta vers la mer une grande partie du commerce international de la Pologne. Ces progrès furent dus aussi à l’engagement personnel d’Eugeniusz Kwiatkowski, ministre polonais de l’Industrie et du commerce, également responsable de la construction du projet de la région industrielle centrale (Centralny Okręg Przemysłowy). Jusqu’à la fin de 1930, on construisit des docks, des débarcadères, des brise-lames et un grand nombre d’installations auxiliaires et industrielles (comme des dépôts, l’équipement de transbordement et une usine de traitement du riz) où l'on commença des travaux (comme une grande chambre froide).
Les transbordements passèrent de 10 000 tonnes en 1924 à 2 923 000 tonnes en 1929. Gdynia était alors le seul point de transit et le port de mer spécialement conçu pour l’exportation du charbon. Dans les années 1931-1939 le port de Gdynia continua à s’étendre et devint un port de mer pour le monde entier. En 1938, c'était le port de mer le plus grand et le plus moderne de la mer Baltique, et il occupait la dixième place en Europe. Les transbordements atteignirent 8,7 millions de tonnes, ce qui représentait 46 % du commerce extérieur polonais. En 1938, le chantier naval de Gdynia commença à construire son premier bateau de haute mer, l’Olza.

## Construction de la ville

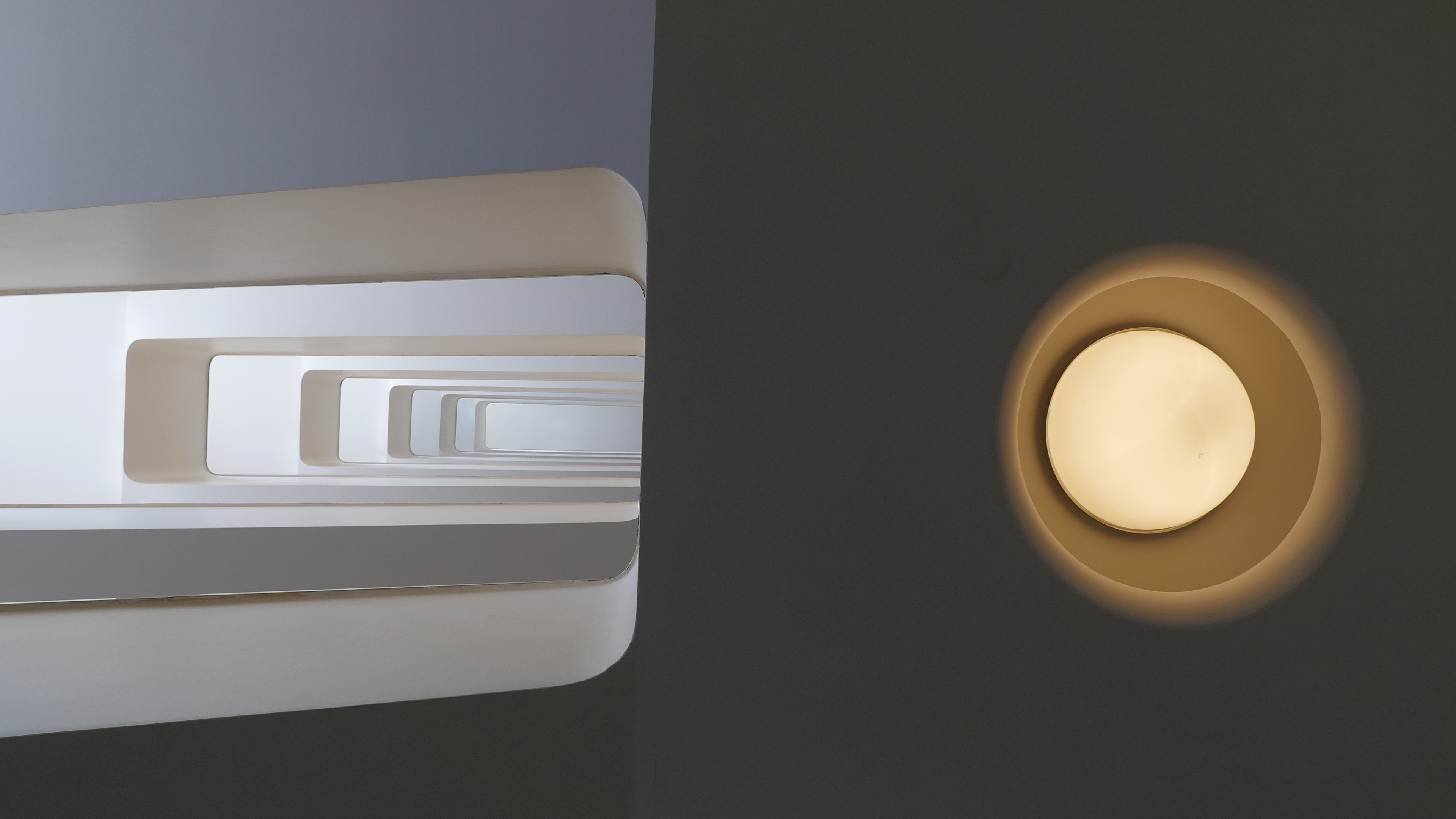
Escalier de l'immeuble BGK dans le Śródmieście (Gdynia). Mai 2016.

La ville est plus récente que le port de mer. C’est en 1925 qu’un comité spécial a été inauguré pour la construire, en 1926 les plans d’expansion ont été établis en même temps qu’on accordait des droits de la ville et, en 1927, des privilèges fiscaux aux investisseurs. La ville a commencé à se développer de façon importante après 1928 et la population a crû rapidement jusqu’à dépasser 120 000 habitants en 1939.
En 1930 l’Institut baltique de Toruń, qui s’occupait de faire des recherches sur l’héritage polonais en Poméranie, a ouvert une annexe à Gdynia.

## Jumelage
La ville de Gdynia est jumelée avec :
- Plymouth (Angleterre) depuis le 11 septembre 1976 ;
- Kiel (Allemagne) depuis le 25 juin 1985 ;
- Aalborg (Danemark) depuis le 4 août 1987 ;
- Kotka (Finlande) depuis le 9 mars 1988 ;
- Kristiansand (Norvège) depuis le 21 septembre 1991 ;
- Karlskrona (Suède) depuis le 29 mars 1990 ;
- Brooklyn (États-Unis) depuis le 14 février 1991 ;
- Klaipėda (Lituanie) depuis le 12 janvier 1993 ;
- Baranowicze (Biélorussie) depuis le 6 février 1993 ;
- Seattle (États-Unis) depuis le 23 avril 1994 ;
- Kaliningrad (Russie) depuis le 27 octobre 1994 ;
- Liepāja (Lettonie) depuis le 12 octobre 1999 ;
- Kunda (Estonie) depuis le 24 février 2001 ;
- Côte d'Opale (France) depuis le 25 novembre 2004 ;
- Haikou (Chine) depuis le 24 avril 2006.

## Sport

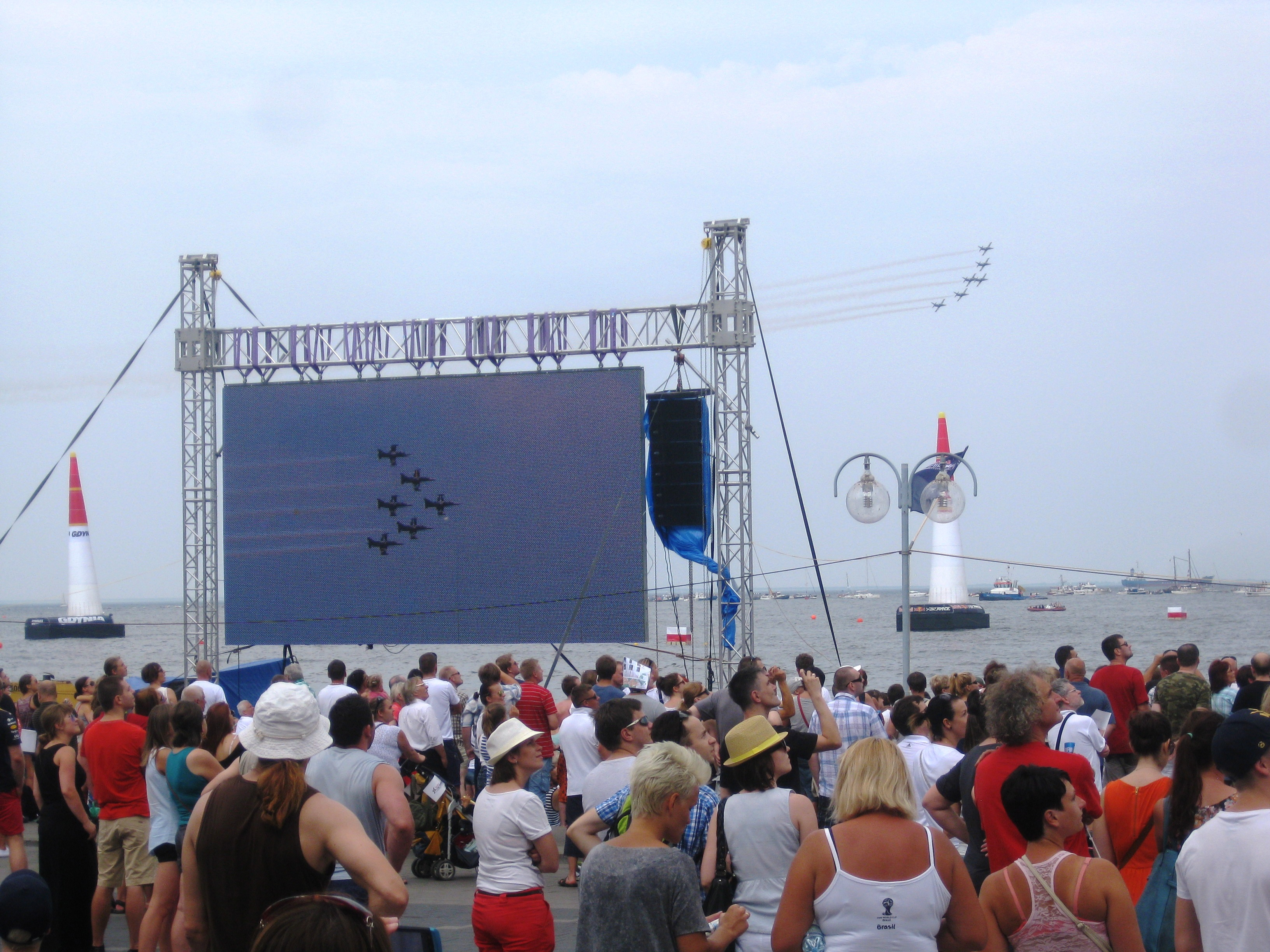
Red Bull Air Race Gdynia - 2014

Le Arka Gdynia est le club de football de la ville, tandis que le Bałtyk Gdynia, fondé en 1930, est le plus vieux club de football de la ville.
L’équipe féminine de basket-ball du Basket 90 Gdynia est l’une des plus titrées du pays. L'équipe masculine, Arka Gdynia, évolue au plus haut niveau national.
La ville abrite également une équipe de football américain, les Seahawks Gdynia.
La Coupe du monde de football des moins de 20 ans 2019 se déroule en Pologne et notamment à Gdynia.
En rugby, le club de la ville, le RC Arka, évolue en première division masculine. Son stade, le Stade national de rugby accueille des rencontres internationales du championnat d'Europe de rugby. Le stade est partagé avec deux clubs de football et un club de football américain. 

## Événements culturels
- Depuis 1987, s'y tient annuellement le Festival du film polonais de Gdynia.
- Depuis 2003, s'y tient annuellement le Open'er Festival (en) ou Heineken Open'er Festival

## Transport
La Base aérienne Gdynia-Kosakowo.

## Personnalités liées à la commune
- Krystyna Zaorska (1930-), artiste et activiste polonaise, y habite.
- Joanna Wnuk-Nazarowa, ministre et cheffe d'orchestre.
- Mgr Krzysztof Charamsa (1972-), théologien polonais, ancien secrétaire adjoint d'une commission théologique internationale œuvrant dans le cadre de la Congrégation pour la doctrine de la foi
- Michael Klim (1977-), nageur australien d'origine polonaise, double champion olympique.